# Поль Огюст Марі Адан
Поль Огюст Марі Адан (фр. Paul Adam, 6 грудня 1862, Париж — 1 січня 1920, Париж) — французький письменник.
Походить з аристократичної слов'янської родини. Його дід був учасником наполеонівських воєн, яким Адан присвятив ряд своїх історичних романів.